# Гокон Брюн
Гокон Брюн (норв. Håkon Bryhn, 14 серпня 1901 — 15 грудня 1968) — норвезький яхтсмен.
Олімпійський чемпіон 1928 року в класі 6 метрів.